# Влколинец
Влколинец (словац. Vlkolínec) — бывшая деревня в Жилинском крае Словакии, ныне часть города Ружомберок, являющаяся типичным образцом народной архитектуры северных Карпат, в предгорьях которых расположена на высоте 717 метров над уровнем моря. Площадь составляет 7,97 км², а население — 35 человек.
Первое упоминание об Влколинце относится к 1376, а в 1882 деревня была административно включена в состав соседнего города Ружомберок. Деревня с 1977 входит в список десяти этнографических деревень — музеев народной архитектуры Словакии, а с 1993 как наиболее цельный её образец была включена в список Всемирного наследия ЮНЕСКО по критериям iv и v.
Влколинец представляет по планировке типичную для Центральной Европы деревню с церковью, звонницей и школой 1860 года постройки в центре поселения, застроенную более чем 45 деревянными домами с черепичным покрытием крыш, имеющими по две-три комнаты. Хотя деревянная звонница, примыкающая к школе относится к 1770 году, церковь Богородицы, построенная в барочном стиле, была сооружена только в 1875.
В домах № 16 и № 17 открыта музейная экспозиция, демонстрирующая традиционные предметы крестьянского быта и полевых работ.
- Звонница и школа во Влколинце
- Деревянная скульптура при въезде в деревню
- Типичный интерьер дома
- Типичный дом
- Дом № 47
- Колокольня
- Деревенская улица
- Вид одной из улиц
- Деревенский дом
- Въезд в деревню